# 红谷仓谋杀案

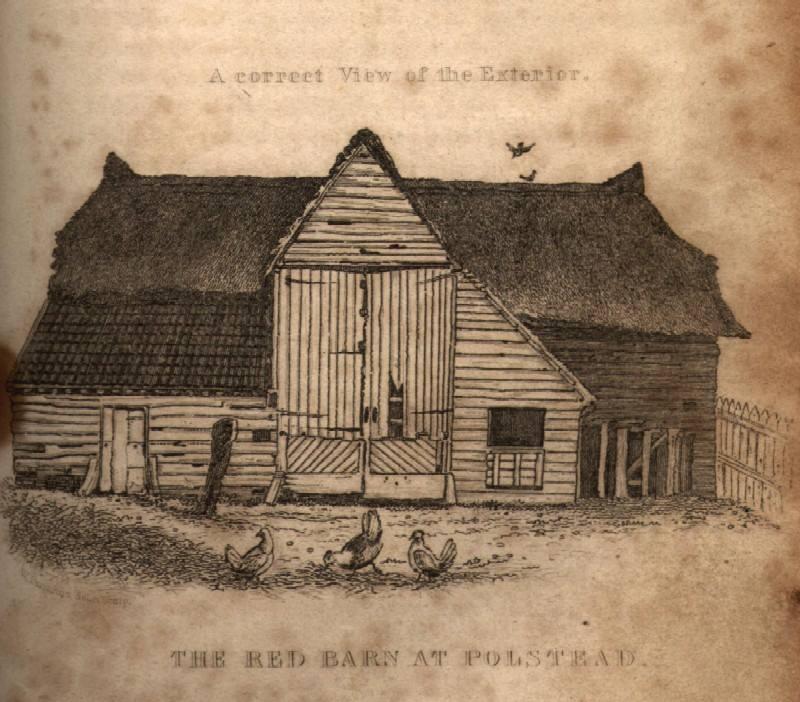
谋杀现场红谷仓，之所以有这个称号是因为它的半红色粘土瓦屋顶。在这幅素描描绘正门的左侧。屋顶的其余部分都是用茅草盖的。

红谷仓谋杀案是1827年发生在英国萨福克郡波尔斯特德的一起著名谋杀案。年轻女子玛丽亚·马滕（英語：Maria Marten）被她的情人威廉·科德（英語：William Corder）枪杀。两人曾在当地的标志性建筑红谷仓见面，约定之后私奔去伊普斯维奇。之后玛丽亚再也没有活着出现过，科德也逃离了现场。他写信给马滕的家人说她身体健康。后来玛利亚的继母说她梦见了玛丽亚被谋杀，之后在谷仓里发现了她埋着的的尸体。
科德后在伦敦被发现，他已在那里结婚并开始了新的生活。他被带回萨福克郡，在一场广受关注的审判中被判谋杀罪名成立。他于1828年在伯里聖埃德蒙茲被绞死，当时许多人目睹了处决过程。这起案件引发了广泛的报章报道，歌曲和戏剧改编。发生犯罪的村庄变成了旅游胜地，而谷仓后被猎人们拆除了。这些戏剧和民谣一直到二十世纪都很受欢迎，至今仍在演出。

## 谋杀

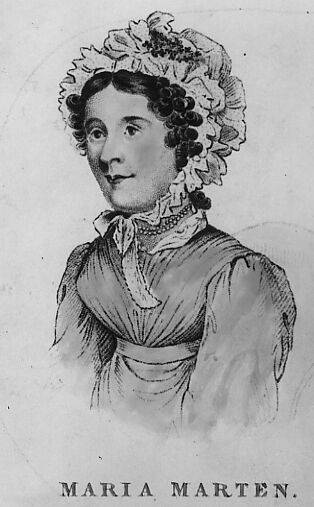
柯蒂斯基于描述画出的玛丽亚·马滕的素描。她的姐姐安据说和玛丽亚非常相似，是这幅素描的模特

玛丽亚·马滕（1801年7月24日－1827年5月18日）的父亲是来自波尔斯特德的鼹鼠猎人托马斯·马滕。1826年3月，马滕24岁，和22岁的威廉·科德确立恋爱关系。马滕是一个很有魅力的女人，当时已经和邻里的男人们交往并生了两个孩子。其中一个在婴儿时期就去世了，父亲是威廉的哥哥托马斯，而另一位托马斯·亨利在科德遇到她的时候还活着。托马斯·亨利的父亲彼得·马修斯并没有和马滕结婚，而是定期寄钱供养这个孩子。
威廉·科德（1803年－1828年8月11日）是当地一个农民的儿子，有诈骗犯和花花公子之称。他因为狡猾的举止在学校被称作"狐狸"。他曾欺诈性地卖掉了他父亲的猪。尽管他父亲之后在没有诉诸法律的情况下解决了这个问题，科德从没有改正过他的行为。他后来用一张93英镑的假支票骗钱，还帮助当地小偷塞缪尔·“美女”·史密斯从邻村偷了一头猪。当史密斯被当地警察盘问这起盗窃案时，他预言性地说："如果他（威廉）不在几天内被绞死，我会被诅咒的。"科德因为卖猪肉时有诈骗而被押送到伦敦，但后来又被召回波尔斯特德，因为他哥哥托马斯在穿越一个结冰的池塘时溺水而死。他的父亲和三个兄弟都在18个月内相继去世，只有威廉留下来和他的母亲一起经营农场。
科德希望保密他和马滕的关系，但是1827年，25岁的马滕生下了他们的孩子，并且希望和科德结婚。这个孩子之后死了（后来又有报道暗示这个孩子可能是被杀的），但是科德还是打算和马滕结婚。那年夏天，他当着她继母的面提议在红谷仓见面，之后他们再私奔到伊普斯维奇。科德称他听到了一些流言，说当地官员要起诉玛利亚有私生子。他最初建议在星期三晚上私奔，但后来推迟到星期四晚上。星期四时他再次推迟。一些资料提到这是因为他哥哥的病情，但大多数资料都表示他的哥哥在这时都死了。1827年5月18日（星期五）的白天，他来到马滕的小屋。据安说，他告诉玛丽亚他们必须马上离开，因为他听说当地警方已经获得了起诉她的许可证（其实没有，尚不确定科德是撒谎还是弄错了）。玛丽亚认为她不能在光天化日之下逃跑，科德则告诉她，她应该穿上男人的衣服，以免引起怀疑。

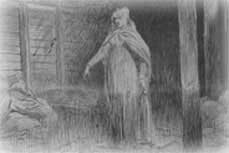
玛丽亚的灵魂指着她的坟墓。安·马滕声称她梦到了玛利亚的坟墓所在地，这增加了此案对公众和媒体的吸引力。

柯德离开房子后不久，玛丽亚出发去红谷仓见他，那里位于巴恩菲尔德山，离马滕的小屋约半英里（800m）。这是她最后一次活着被人看见。科德先失踪了一段时间，后来又出现了，表示马滕在伊普斯威奇或附近的地方，他还不能带她回来结婚，因为担心激起他的亲友的愤怒。迫于交出马滕的压力，科德逃离了这个地区。他写信给马滕的家人，声称他们已经结婚，住在怀特岛郡，他为不能直接联络马滕找了各种借口：身体不适，手受伤或是信弄丢了。
怀疑的声音越来越大，玛利亚的继母开始谈论她梦见玛利亚被谋杀并埋葬在红谷仓。1828年4月19日，她说服丈夫到红谷仓去挖一个谷物储藏箱。很快他女儿装在一个麻袋里的尸体被发现。尸体严重腐烂，但仍然可以辨认。在波尔斯特德的科克酒店（至今仍然存在）进行了一次验尸，玛丽亚的姐姐安根据她的一些身体特征正式确认了她的身份。她的头发和一些衣服可以被辨认，而且据说她少了一颗牙齿，这颗牙齿在尸体的颚骨上也找不到。并且找到了表明科德与此案有关的证据：在尸体的脖子上有他的绿色手帕。

## 抓获凶手

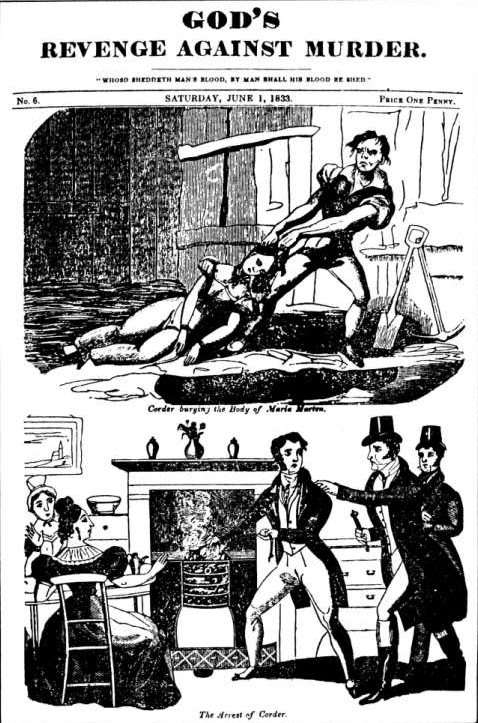
这部1833年的“廉价恐怖漫画”展示了玛丽亚的葬礼以及艾尔斯和李逮捕科德的过程

找到科德十分容易，因为波尔斯特德的警察艾尔斯从一个朋友那里得到了他的旧地址。艾尔斯得到了詹姆斯·李（伦敦警局的一名警官，后来领导了对弹簧腿杰克的调查）的协助。他们跟踪科德到了埃弗里·格罗夫宅——賓福特的一家女性寄宿公寓。科德和他的新婚妻子玛丽·莫勒一起经营着寄宿公寓，他们是通过他在《泰晤士报》上登的广告认识的（这则广告收到了100多条回复）[a]。朱迪丝·弗兰德斯在她2011年出版的书中说，他还在《先驱晨报》和《星期日泰晤士報》上刊登了广告。他通过《先驱晨报》收到了40多封信，但未收到通过《星期日泰晤士报》寄给他的53封信。这些信后来在1828年由乔治·福斯特出版。
李以他想把女儿寄宿在那里为借口进入了公寓，科德在客厅里看到他时非常惊讶。托马斯·哈代记录了《多塞特郡纪事报》有关于他被捕的报道:
| “ | ……在客厅里，有4位穿着晨衣的女士在吃早饭，他面前有一块表，正为了煮鸡蛋而“计时”。 | ” |

李把他拉到一边，宣布对他的指控，但科德不承认自己知道玛丽亚和她被谋杀的案件。搜查房子后发现了一对据说是在谋杀当天买的手枪、一些来自加德纳先生的信件（其中可能有关于犯罪被发现的对他的警告）还有一本法国大使签发的护照，表明科德可能已经准备逃跑。

## 审讯

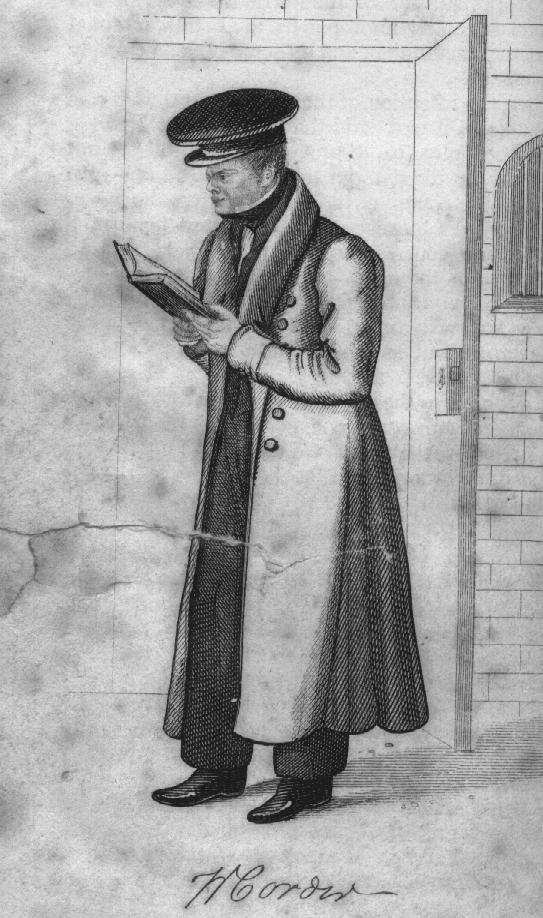
威廉·科德正在等待审判

科德被带回萨福克郡，之后在县政府受审。审判由于案件引起的民众关注而推迟了几天，于1828年8月7日开始。早在7月21日，伯里圣埃德蒙兹的酒店就开始人满为患，而且进入法庭必须凭票，因为有太多人想观看庭审。法官和法庭官员甚至不得不从聚集在门口的人群中挤过去。
法官是最高理财法院首席法官威廉·亚历山大，他对媒体对此案的报道感到不满，因为报道“明显中伤了被公开审判的囚犯”。《泰晤士报》赞扬公众在反对科德时表现出了良好的判断力。 科德为自己提出无罪抗辩。
马滕的确切死因无法确定。有人认为是利器刺入了她的眼窝，可能是科德的短剑，但这个伤口也可能是她父亲挖掘尸体时用的铲子造成的；又不能排除勒死的可能性，因为在她的脖子上发现了科德的手帕；更让人困惑的是，她身上的伤口显示她应该是被枪杀的。起诉书指控科德“谋杀玛丽亚·马滕，怀有恶意地用手枪射穿她的身体，以及用匕首刺伤她。”为了规避任何出现无效审判的可能性，科德被指控九项罪名，包括一项伪造罪。
安·马滕被传唤为玛丽亚失踪那天发生的事情以及她后来的梦境作证；托马斯·马滕随后告诉法庭他是如何挖出他的女儿的；玛丽亚10岁的弟弟乔治说他在所谓谋杀发生之前看到科德拿着一把上了膛的手枪，后来又看到他拿着一把镐从谷仓里走出来。李为科德被捕时搜查他家时发现的物品作证。控方指出，科德从未想过要娶玛丽亚，但玛丽亚知道他的一些犯罪行为，使她有了把柄，而科德盗用了玛利亚孩子的生父寄来的钱，使他们之间关系紧张。
然后科德说出了他自己的版本。他承认曾和玛丽亚一起待在谷仓里，但他们吵架后他就离开了。他声称在他离开的时候听到一声枪响，然后跑回谷仓，发现她死了，旁边还有一支手枪。他请求陪审团相信他，但是在他们退庭后，陪审团只花了35分钟就做出了有罪的判决。亚历山大男爵判处他绞刑，然后尸体被解剖：
| “ | 你要被带回监狱，下星期一被带到执行死刑的刑场，在那你的脖子要被吊起，直到死；然后你的身体要被解剖并验尸；愿全能的上帝，以其无尽的善良，怜悯你的灵魂！ | ” |

科德在监狱里度过了接下来的三天，苦苦思索是否要在上帝面前坦白自己的罪行。在与监狱牧师见了几次面，受到妻子、狱吏和监狱长约翰·奥里奇的恳求之后，他终于认罪了。 他坚决否认刺伤了玛利亚，声称在她换伪装的时候和她发生了争执，他不小心射中了她的眼睛。

## 死刑和解剖

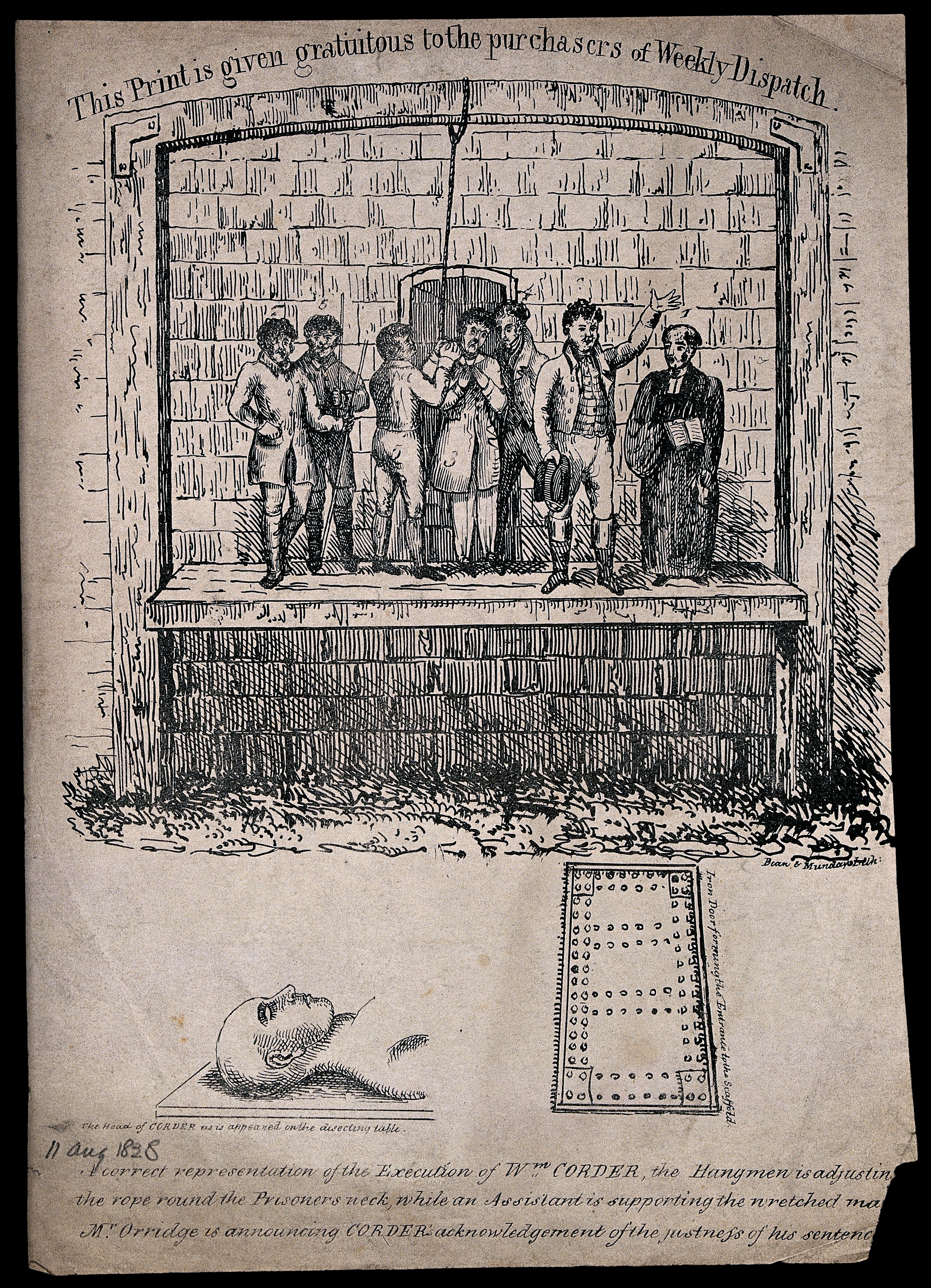
刽子手调整科德脖子上的绳子

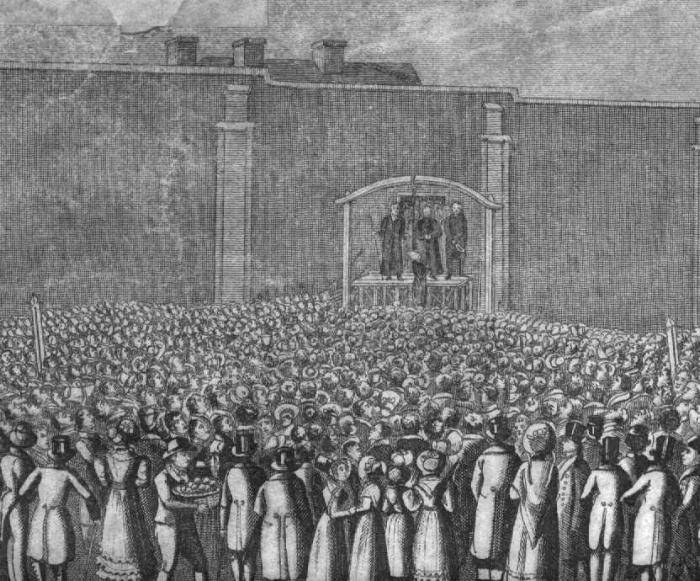
威廉·科德的死刑

1828年8月11日，科德被带到伯里圣埃德蒙的绞刑架上，他太虚弱了，没有支撑就站不起来。快到中午时，他在广大人群面前被绞死；一家报纸称当时有7000名观众，另一份报纸称有多达20000名观众。就在头巾被套在他头上之前，在典狱长的指示下，他说:
| “ | 我是有罪的；我的判决是正义的；我配得上我的命运；愿上帝怜悯我的灵魂。 | ” |

一个小时后，他的尸体被刽子手约翰·福克斯顿取了下来，福克斯顿根据他的权利认领了科德的裤子和长袜。尸体被带回了县政厅的法庭，沿着腹部被切开以暴露肌肉。人群被允许排队经过，直到六点钟关门时。据《诺威奇邮报》和《伯利邮报》报道，有超过5000人排队看尸体。
第二天，解剖和尸检在剑桥大学的学生和医生面前进行。在伯里圣埃德蒙兹有报道流传说，剑桥大学带来了一个“原电池”，可能研究组在尸体上进行了人体电流理论实验；他们把一个电池接在科德的四肢上，用来演示肌肉的收缩。尸体的胸骨被打开检查内脏。关于死因是否是窒息有一些讨论；据称科德的胸部在下降后几分钟内起起落落，有人认为他可能死于对脊髓的压力。骨骼在解剖后被重新组装，大脑也无法被研究；外科医生对科德的颅骨进行了一次颅相学检查。这个颅骨被认为在“秘密、贪婪、破坏性、好奇心和模仿性”方面得到了深刻发展，而几乎没有“仁爱或崇敬”的特征。伯里圣埃德蒙兹的莫伊斯厅博物馆收藏的科德半身像是一件由邦吉的小孩制作的原始模型，是科德的颅相学研究工具。
科德的死亡面具被制作出了几份复制品，一份复制品仍保存在莫伊斯厅博物馆。审判后留下的文物，包括一些科德的所有物也在博物馆里。另一个死亡面具复制品保存在諾里奇城堡的地牢里。外科医生乔治·克里德把科德的皮肤鞣制，做了一本记录此案的人皮书。[b]
科德的骨架被重新组装、展示，并在西萨福克医院用作教学辅助工具。这具骨架后来陈列在英国皇家外科医师学院的亨特利亚博物馆里，挂在乔纳森·怀尔德的骨架旁边。2004年，科尔德的骨头被火化。

## 流言
审判结束后，人们对安的梦的故事以及科德和马滕的孩子的命运都产生了怀疑。安只比玛丽亚大一岁，有人认为她和科德有过婚外情：两人计划谋杀了玛丽亚，以便将其进行下去。安的梦是在科德和莫勒结婚几天后开始的，有人认为安因为嫉妒而揭露了玛利亚的藏尸地点，而梦只是一个简单的骗局。
有关科德和马滕的孩子的死的流言越传越广。两人都声称他们把死去的孩子埋在了萨德伯里，但没有找到这方面的记录，埋葬地点也没有发现什么痕迹。在科德的书面供词中他承认，他和马滕在谋杀当天就埋葬地点是否会被发现进行了争论。
1967年，唐纳德·麦考密克撰写了《红谷仓之谜》，这部小说揭示了科德和伪造犯、连环杀手托马斯·格里菲斯·韦纽赖特在伦敦时的联络。麦考密克说，卡罗琳·帕尔默（一位经常在以红谷仓事件为基础的情节剧中演出并一直在调查案件的女演员）认为科德可能没有杀死玛丽亚，而当地的一个吉普赛女人可能是凶手。麦考密克的研究对其他与警方和此案有关的故事提出了质疑，这类说法还没有被普遍接受。

## 公众关注
此案的所有元素都点燃了大众狂热的兴趣：邪恶的乡绅和可怜的女孩，标志性的谋杀场景，继母预言中的超自然元素，艾尔斯和李的侦探工作（后来成为了舞台上的“法罗·李”）以及科德凭借报纸广告开始的新生活；这是一个充满激情的故事。可以说，该案创造了自己的小产业。

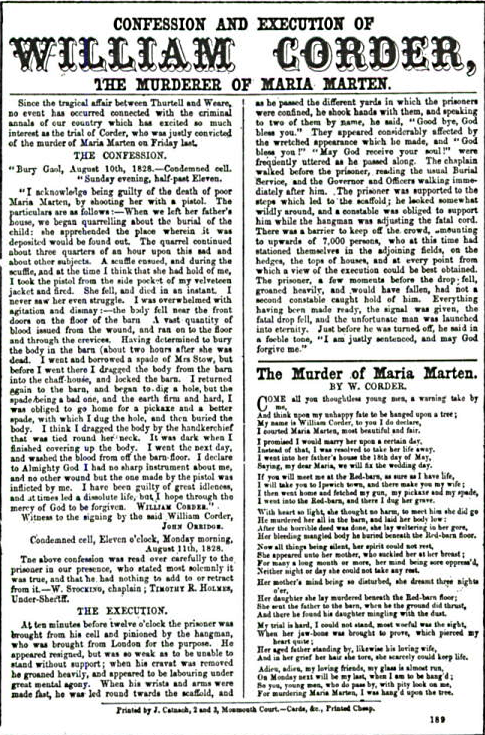
詹姆斯·卡纳奇的传单卖出超过一百万份。

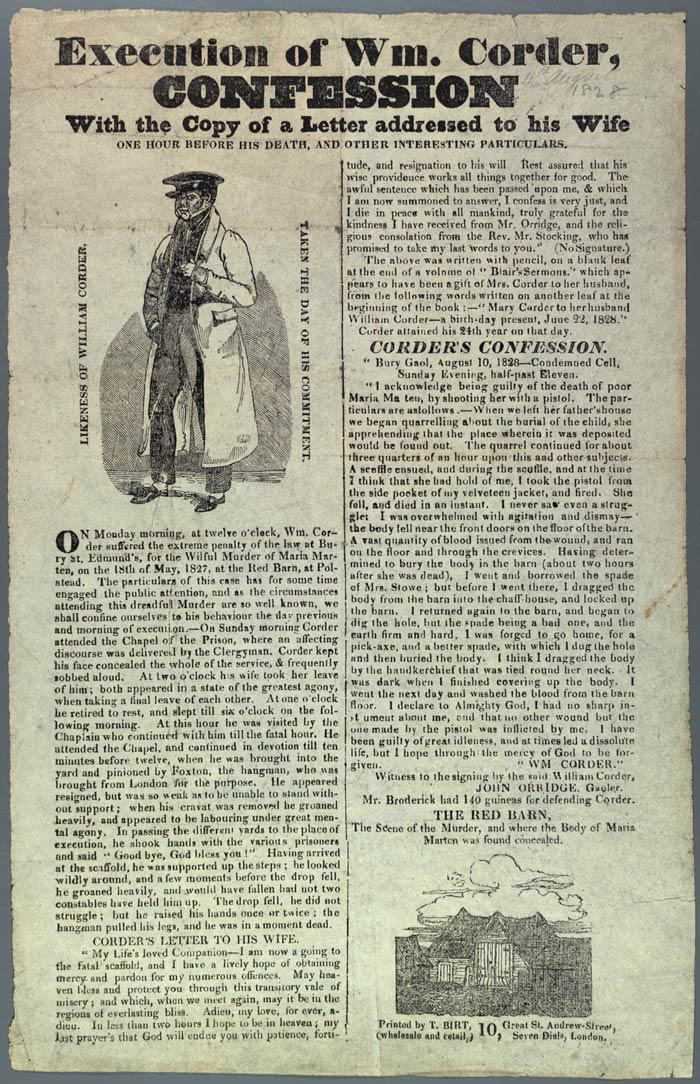
由T·伯尔特发行的一张传单包含科德的照片和他写给妻子的最后一封信。

当科德还在等待审判时，相关戏剧就开始演出了。科德被执行死刑后一位匿名作家在出版了一部此案的戏剧性小说。这部小说很快成为畅销书，并且是纽盖特小说的前身。红谷仓谋杀案和傑克·雪柏德等强盗、小偷或杀人犯的故事都是很受欢迎的话题，在公共房屋的里屋不停上演相关廉价戏剧。詹姆斯·卡纳奇卖出了100多万份传单[c]（只有一页的报纸，印有骇人听闻的内容），其中详细介绍了科德的招供和处决，还有一首据说是科德本人创作的伤感谣曲（尽管更可能是由卡塔纳或其雇员的作品）。 至少有五首关于此案的民谣，这些民谣是在死刑后出现的。
由于审判对公众的刺激和对以谋杀为基础的娱乐活动的需求，案件有许多版本流传，使得现代读者很难从创作后的情节中辨别事实。审判有着良好的官方记录，关于案件的种种事件的最佳记录一般被认为是詹姆斯·柯蒂斯的记录，他是一名记者，曾与科德一起度过了两个星期，在波尔斯特德采访了相关人员。显然他与此案关系密切，因为甚至有报纸的美工把柯蒂斯的照片当作了科德的肖像

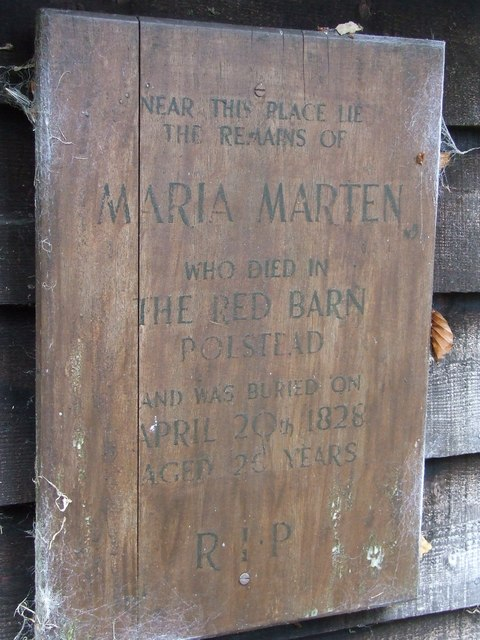
波尔斯特德圣玛丽教堂墓地里的玛丽亚·马滕纪念馆

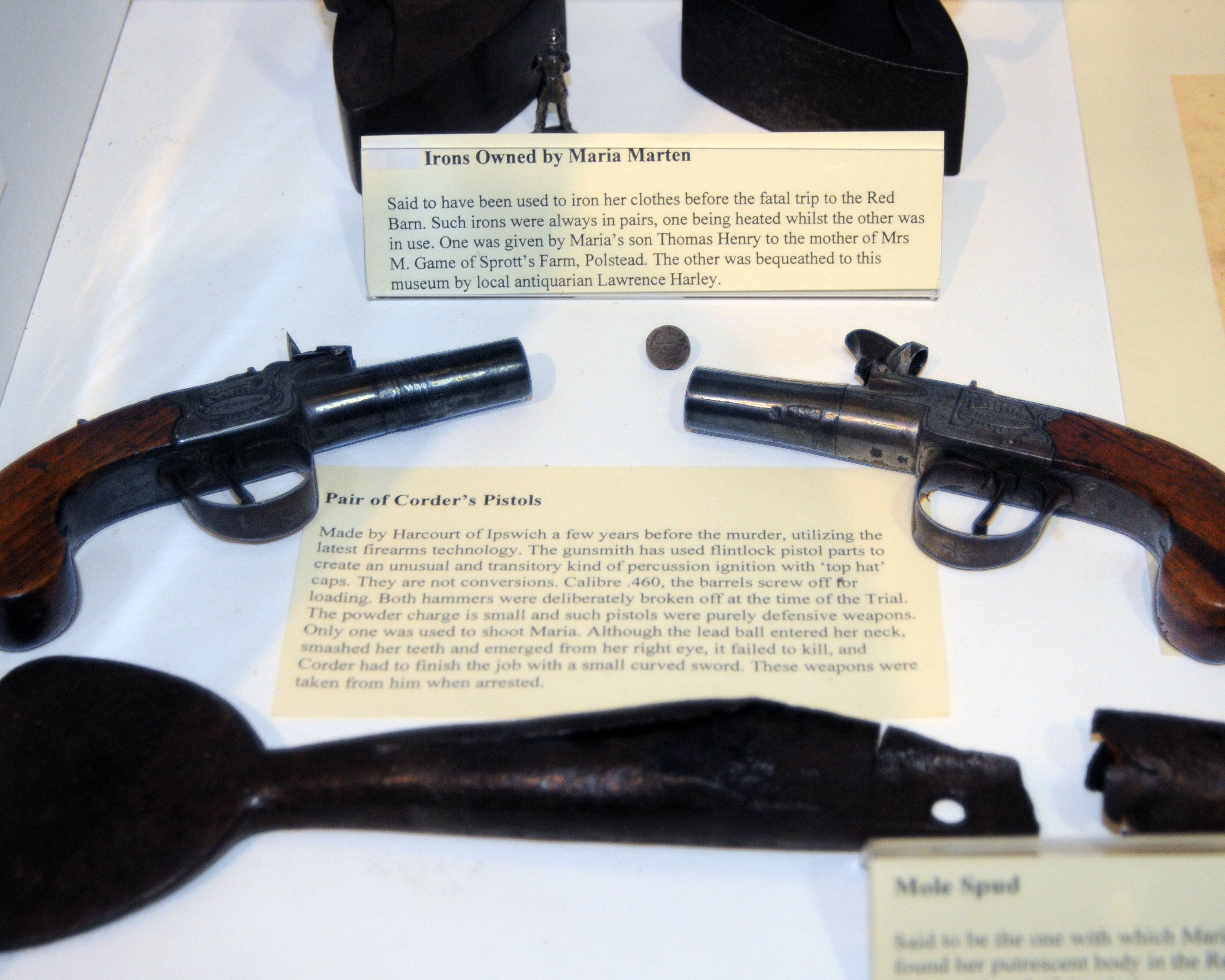
伯里圣埃德蒙兹莫伊斯厅博物馆的红谷仓谋杀案展览

用来吊死科德的绳索的绳子的碎片每个售价一。在牛津街的一家商店里展出了科德的戴着一只耳朵的部分头皮。一束玛丽亚的头发卖两几尼。波尔斯特德成了一个旅游胜地，游客甚至从从爱尔兰远道而来；柯蒂斯估计，仅在1828年就有20万人访问过波尔斯特德。红谷仓和马滕的小屋引起了特别的关注。谷仓的木被用来做纪念品，木板被剥下来制作牙签出售。它原定在审判后被拆除，但却一直被留在原地，直到1842年被烧毁。[d]甚至波尔斯特德圣玛丽教堂的墓地里玛丽亚的墓最终也被纪念品猎人们挖空了；现在只有棚子上的一个标志标明了它的大致位置，另外村子里的“马滕巷”里刻着她的名字。相关的陶器、素描上市，相关的歌曲被创作出来，包括雷夫·佛漢·威廉斯的歌剧《牲畜贩休》和《＜迪夫和拉扎勒斯＞的五个变体》都引用了其中的一首。
科德的骨架被陈列在西萨福克医院的一个玻璃盒子里，装配有一个机械装置。当人靠近时，它的手臂会指向展览盒。头骨后来被约翰·基勒博士搬走，他想将其添加到他的大量红谷仓纪念品收藏品中。在一系列不幸事件之后，他确信头骨被诅咒了，把它转让给了一个名叫霍普金斯的朋友。越来越多地的灾难折磨着这两个人，他们最终付钱为头骨举行了基督教葬礼，试图解除所谓的诅咒。
对此案的关注持续了相当的时间。剧作《玛丽亚·马滕》（或称《红谷仓谋杀案》）以各种不署名版本流传，在19世纪中叶轰动一时，可能是当时演出最多的一出戏。维多利亚州游乐场的拉洋片节目展示到该谋杀案时，不得不为观众增加额外的光圈。维多利亚时代的戏剧往往把科德描绘成一个冷血的怪物，而玛丽亚则是他无辜的受害者；她的名声和其他私生子都只字不提。而科德被创作为一个老人。查尔斯·狄更斯在他的杂志《一年四季》上发表了一篇关于这起谋杀案的报道。最初他排斥这个素材，因为他觉得这个故事太出名了，继母的梦也太牵强了。
这种迷恋一直延续到20世纪。有五个版本的相关电影，其中包括1935年的由托德·斯劳特主演的《玛丽亚·马滕》（或称《红谷仓谋杀案》）。 [e]还有1980年的BBC电视剧《玛利亚·马滕》，由皮帕·格尔德主演1953年，哥伦比亚广播公司的《经典犯罪》创作了一个虚构的谋杀故事，题为《威廉·科德和农夫女儿的谋杀故事》。1991年，克里斯托弗·邦德写了《玛丽亚·马滕的秘密和红谷仓中的谋杀》——一部情节剧舞台剧本，包含一些政治和民间故事元素。

## 脚注
1. ↑  . The Crushed Tragedian.   [2010-08-11]. （原始内容存档于2019-04-24）.
2. 1 2 3  Smith, John Hay. . J.Harding. 1847.
3. 1 2 3 4 5 6 7 8 9 10 11  . St Edmundsbury Council.   [2007-02-15]. （原始内容存档于2020-11-10）.
4. 1 2 3  Brewers pp. 168–69
5. ↑  Maclaren p. 250
6. ↑  Urban, Sylvanus. . The Gentleman's Magazine (London: John Henry and James Parker). 1857, 3 (203).
7. ↑  Flanders p. 47
8. ↑  Flanders p. 48
9. ↑  Anon published 1828 by George Foster
10. ↑  Hardy p. 131 Note 85.b
11. ↑  The Times 9 August 1828 p. 3 quoted in Wiener p. 138
12. ↑  The Times 12 August 1828 p. 3 quoted in Wiener p. 138
13. 1 2  Urban, Sylvanus. . The Gentleman's Magazine (London: J.B Nichols). 1828, 98 (21).
14. ↑  Cairns p. 40
15. ↑  Curtis p. 248
16. ↑  Langbein p. 270
17. ↑  Gatrell p. 13
18. ↑  Gatrell p. 32
19. 1 2  Curtis p. 210
20. ↑  McCorristine p. 31
21. 1 2  Gatrell pp. 256–57
22. ↑  . St. Edmundsbury Borough Council.   [2007-07-04]. （原始内容存档于2007-08-14）.
23. ↑  . BBC News. 2004-08-17  [2007-07-04]. （原始内容存档于2017-08-10）.
24. ↑  McCorristine p. 17
25. ↑  Picard p. 198
26. ↑  Gatrell p. 159
27. ↑  Neuberg p. 138
28. ↑  Hindley p. 79
29. ↑  . The WORD on the STREET. National Library of Scotland.   [2016-08-15]. （原始内容存档于2017-11-28）.
30. ↑  Tom Pettitt.  (PDF). Massachusetts Institute of Technology. May 2005  [2007-02-12]. （原始内容存档 (PDF)于2015-12-24）.
31. ↑  Caulfield p. 55
32. ↑  Gatrell p. 258
33. 1 2  Mackay p. 700
34. ↑  Gatrell p. 43
35. ↑  . BeautifulEngland.net.   [2016-08-15]. （原始内容存档于2012-06-03）. Maria's tombstone in St. Mary's Churchyard, was chipped away by souvenir hunters, so that only a sign on the shed wall now marks the approximate place where it stood.
36. ↑  Storey p. 118
37. ↑  Wiener pp. 138–39
38. 1 2 3  Richards p. 136
39. ↑  Letters of Charles Dickens p. 371
40. ↑  . bufvc.ac.uk.   [2019-01-30]. （原始内容存档于2019-02-04）.
41. ↑  . Program Information. Radio4all.net.   [2016-08-15]. （原始内容存档于2020-10-28）.
42. ↑  . Comic Book Plus.   [2016-08-15]. （原始内容存档于2019-04-24）.
43. ↑  . offwestend.com. 2010  [2016-08-15]. （原始内容存档于2016-08-25）.
44. ↑  Lucy Dickinson. . Romford Recorder. 2010-11-02  [2016-08-15].[]
45. ↑  . University of Glasgow.   [2007-02-16]. （原始内容存档于2006-10-10）.
46. ↑  Claydon, Russell. . East Anglian Daily Times. 2007-11-27  [2007-11-27].
47. ↑  Slide p. 103